# Pencelo
Pencelo ist eine Gemeinde im Norden Portugals.
Pencelo gehört zum Kreis und zur Stadt Guimarães im Distrikt Braga, besitzt eine Fläche von 2,4 km² und hat 1220 Einwohner (Stand 19. April 2021).